# Michael Lippert
Michel Hans Lippert más néven Michael Lippert (1897. április 27. – 1969. szeptember 1.) rendőrtiszt és német katona, SS Standartenführer, harcolt az első és a második világháborúban is. A második világháborúban számos koncentrációs tábort vezetett, többek között Sachenhausent, mielőtt kinevezték az SS-Freiwilligen Legion Flandern és a 10. SS-Panzer-Division Frundsberg élére. Leginkább arról nevezetes, hogy részt vett Ernst Röhm SA-vezér meggyilkolásában 1934. július 1-jén.